# Happy Hour (album de Shonen Knife)
Pour les articles homonymes, voir Happy hour (homonymie).
Albums de Shonen Knife
Brand New Knife (en)
(1997) Strawberry Sound (en)
(2000)
Happy Hour est un album du groupe de pop rock japonais Shonen Knife sorti le 23 juin 1998;

## Liste des titres
Toutes les chansons sont écrites et composées par Naoko Yamano, sauf indication contraire.
| No  | Titre               | Auteur          | Durée |
| --- | ------------------- | --------------- | ----- |
| 1.  | Shonen Knife Planet |                 | 2:09  |
| 2.  | Konnichiwa          |                 | 1:41  |
| 3.  | Cookie Day          |                 | 2:26  |
| 4.  | Hot Chocolate       |                 | 3:11  |
| 5.  | Sushi Bar Song      |                 | 1:49  |
| 6.  | Fish Eyes           | Michie Nakatani | 3:05  |
| 7.  | Banana Chips        |                 | 2:58  |
| 8.  | Dolly               |                 | 3:46  |
| 9.  | Jaclalope           | Michie Nakatani | 3:05  |
| 10. | Gyoza               |                 | 3:07  |
| 11. | Catch Your Bus      | Michie Nakatani | 2:34  |
| 12. | People traps        |                 | 3:44  |
| 13. | His Pet             |                 | 4:26  |
| 14. | Day Dream Beliver   |                 | 2:50  |